# ポポロ (雑誌)
『ポポロ』は、麻布台出版社が発行していた月刊芸能雑誌。女性を主な読者対象としていた。1992年6月創刊。2024年7月22日発売の9月号をもって休刊。

## 概要
誌名はイタリア語で「人々」を意味する「popolo」に由来する。
初期はアイドル雑誌の側面は薄く、俳優、ミュージシャン、歌手らのインタビューや対談記事を中心にした総合エンターテインメント誌であったが、次第にジャニーズ事務所所属の男性アイドルを多く取りあげるようになり、近年は“ジャニーズ専門誌”と言っても過言ではないほど誌面の大半を同事務所タレントが飾る構成であった（ジャニーズ以外の記事は僅かなページ数に留められた）。
姉妹雑誌として、女子小学生向けファッション雑誌『ポ☆プリ』、2002年12月から2011年8月まで、若手芸人を主とするお笑いを取り扱った『お笑いポポロ』も刊行されていた。
ライバル誌として、主婦と生活社が出版している『JUNON』が挙げられる。
2024年7月22日、同日発売された9月号をもって休刊となった。

## 掲載された主なアイドル
- 嵐
- 内博貴
- 生田斗真
- A.B.C-Z
- KAT-TUN
- 関ジャニ∞
- Kis-My-Ft2
- KinKi Kids
- タッキー&翼
- TOKIO
- NEWS
- Hey! Say! JUMP
- ジャニーズWEST
- Sexy Zone
- King & Prince
- SixTONES
- Snow Man
- なにわ男子
- ジャニーズJr.